# Улица Гонты (Львов)
Улица Гонты (укр. Вулиця Гонти) расположена в центральной части города Львов. Она соединяет площадь Князя Ярослава Осмомысла с площадью Даниила Галицкого.

## Название
В начале XIX века улица носила название Костельной, поскольку рядом с ней находился костёл Марии Снежной. В период немецкой оккупации Львова, во время Второй мировой войны, она именовалась Кирхенштрассе, а в 1944—1950 годах — снова Костельной. В 1950 году улица была переименована в честь Ивана Гонты, одного из руководителей восстания XVIII века, получившего название «Колиивщина».

## Застройка
В архитектурном ансамбле улицы Гонты преобладают здания в стилях классицизма и венского сецессиона.
№ 1 — в доме ещё с советских времён работает юридическая консультация Франковского района (до 1991 года — Советского района) города Львова. В 1991—2011 годах её заведующей была Валентина Сергеевна Лесная (1925—2013). В 2015 году в память о ней как об известном юристе на фасаде дома была установлена мемориальная доска.
№ 5 — жилой дом, где в польский период располагались кожевенный магазин Союза производителей сырых кож и магазин жалюзи Морица.
№ 8 — жилой дом, построенный в 1913—1914 годах по проекту Яна Протшке в комплексе со зданием Львовского областного театра кукол в качестве ателье. Автором его скульптурного убранства вероятно является Михаил Макович. Вход в этот дом, по замыслу архитектора, служил одновременно служебным ходом в ателье и входом в жилую часть дома. Из-за нестабильной ситуации, возникшей в связи с последствиями Первой мировой войной, множество помещений дома было отдано в аренду и соответственно у его владельцев дома появились средства на его содержание.